# Меркель, Макс
Максимилиа́н (Макс) Ме́ркель (нем. Maximilian "Max" Merkel; 7 декабря 1918, Вена, Австрия — 28 ноября 2006, Пуцбрунн, Германия) — австрийский футболист и футбольный тренер, многократный чемпион ФРГ.

## Игровая карьера
Макс Меркель — сын прусского офицера. В 15 лет пришёл в венский «Рапид». Меркель проводит там лишь одну игру и оказывается в запасе. Максимиллиан уходит в другой венский клуб «Винер Шпортклуб».
В 1939 году он единственный раз сыграл за сборную Германии — против Словакии. Проигрыш 0:2, и Меркель в сборную больше не призывался.
В 1942 года играет за команду Люфтваффе «Маркерсдорф». Там Меркель проводит всю войну.
В 1946 году возвращается в «Рапид», где становится одним из основных защитников клуба.

## Тренерская карьера

### Нидерланды
В 1954 году Меркель возглавил клуб ХБС, а в апреле 1955 года и сборную Нидерландов. Под его руководством в товарищеском матче были обыграны чемпионы мира — сборная ФРГ. Но в отборе к ЧМ-1958 нидерландцы проиграли Австрии, и Меркель ушёл в отставку.

### «Рапид»
В 1956 году Макс возглавил родной клуб, через год приведя его к чемпионству. После этого молодого тренера переманили в Германию.

### Германия
В 1958 году Меркель возглавил дортмундскую «Боруссию». Тогда чемпионат ФРГ разыгрывался по сложной многоступенчатой схеме победителями региональных лиг. Лишь в 1961 году клуб вышел в финал чемпионата, где вчистую проиграл «Нюрнбергу» — 0:3. Меркель воспринял поражение болезненно и уехал в Мюнхен, тренировать местный «Мюнхен 1860».
В 1962 году «Мюнхен» выиграл региональную лигу, автоматически попав в Бундеслигу. В 1964 году команда добилась первого крупного успеха за почти 20 лет — выиграла Кубок страны у франкфуртского «Айнтрахта». В Кубке кубков «Мюнхен» дошёл до финала.
В 1966 году клуб выиграл Бундеслигу. Меркель очень повысил свой авторитет. Но он допустил роковую ошибку, посадив на скамейку запасных югослава Раденковича. Тот был очень недоволен и поднял «восстание». Тренер был вынужден уйти.
В январе 1967 года Макс принял «Нюрнберг» и вытащил его из зоны вылета, а в следующем сезоне и вовсе сделал команду чемпионом страны. Теперь Меркеля называли только «Майстермахером». Но тренер всё испортил, выгнав из команды 14 игроков, а оставшихся, по мнению некоторых, мучил садистскими методами тренировок.
Неудивительно, что в новом розыгрыше команда занимала последнее место. В марте Меркель ушёл из клуба.

### Испания
В 1969 году Меркель принял «Севилью», только что вышедшую в Примеру. Там команда заняла третье место. В следующем сезоне стало хуже — лишь седьмое место. Меркель поссорился с клубным руководством и принял «Атлетико». Там всё сложилось хорошо. Команда стала чемпионом Испании, но Меркель ушёл в отставку из-за неосторожной фразы:
Испания была бы прекрасной страной, если б здесь не жило столько испанцев.

### Возвращение в Германию
В 1975 году Меркель возвратился в «Мюнхен 1860», который находился во Второй бундеслиге. Но вернуть клуб в Первую бундеслигу не получилось. Меркель уехал в Гельзенкирхен к «Шальке». Клуб неплохо начал, но игроков «Шальке» постоянно вызывали на допросы, и клуб неудачно финишировал.
В 1982 году Меркель ненадолго вернулся к тренерской деятельности в «Карлсруэ». Под его руководством клуб избежал вылета во Вторую бундеслигу. В 1983 году пытался потренировать «Цюрих», но это продолжалось лишь месяц.
После тренерской карьеры работал колумнистом в таблоиде Bild.

## Высказывания
Меркель был очень несдержанным на язык человеком. Вот некоторые его цитаты:
- Его надо показывать в Инсбрукском университете — ведь человека с меньшим объёмом мозга просто не существует! (О вратаре сборной Австрии Фриделе Консилиа)
- Удо Латтек сдал кровь на анализ. Результат: чистый алкоголь с вкраплением красных кровяных телец…
- Лучшее, что есть в Гельзенкирхене — автобан на Мюнхен[4].